# Virgílio Simith

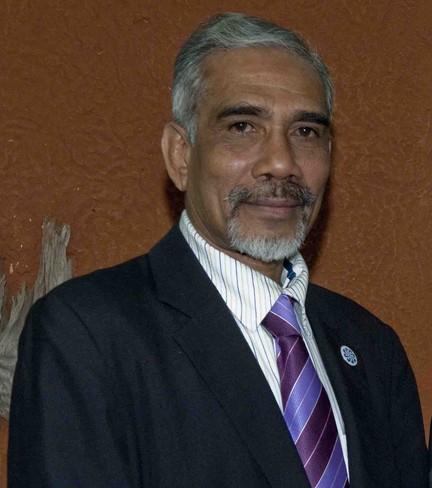
Virgílio Simith

Virgílio Simith (oft falsch geschrieben als Smith), Kampfname Cranek, ist ein Politiker aus Osttimor. Er ist stellvertretender Parteivorsitzender des Congresso Nacional da Reconstrução Timorense (CNRT).

## Werdegang
Simith war im Kampf mit der indonesischen Besatzung Osttimors Kommandant der FALINTIL in der Region Dili und ab 1998 Sekretär des Conselho Nacional de Resistência Timorense (CNRT), der Dachorganisation des osttimoresischen Widerstands.
1999 war Simith Direktor des Provinzmuseums von Dili, das am 4. September von pro-indonesischen Milizen während der Operation Donner niedergebrannt wurde. In der ersten Regierung Osttimors unter Marí Alkatiri begann Simith als Staatssekretär für Bildung, Kultur, Jugend und Sport mit dem Wiederaufbau des Museums. Am 26. Juli 2005 wurde er Staatssekretär für die Region II (Distrikte Manatuto, Manufahi, Ainaro), das Amt des Kulturstaatssekretärs war dann vakant. Simith wurde aber, als José Ramos-Horta am 10. Juli 2006 als neuer Premierminister vereidigt wurde, von Adriano Corte-Real in diesem Amt abgelöst.

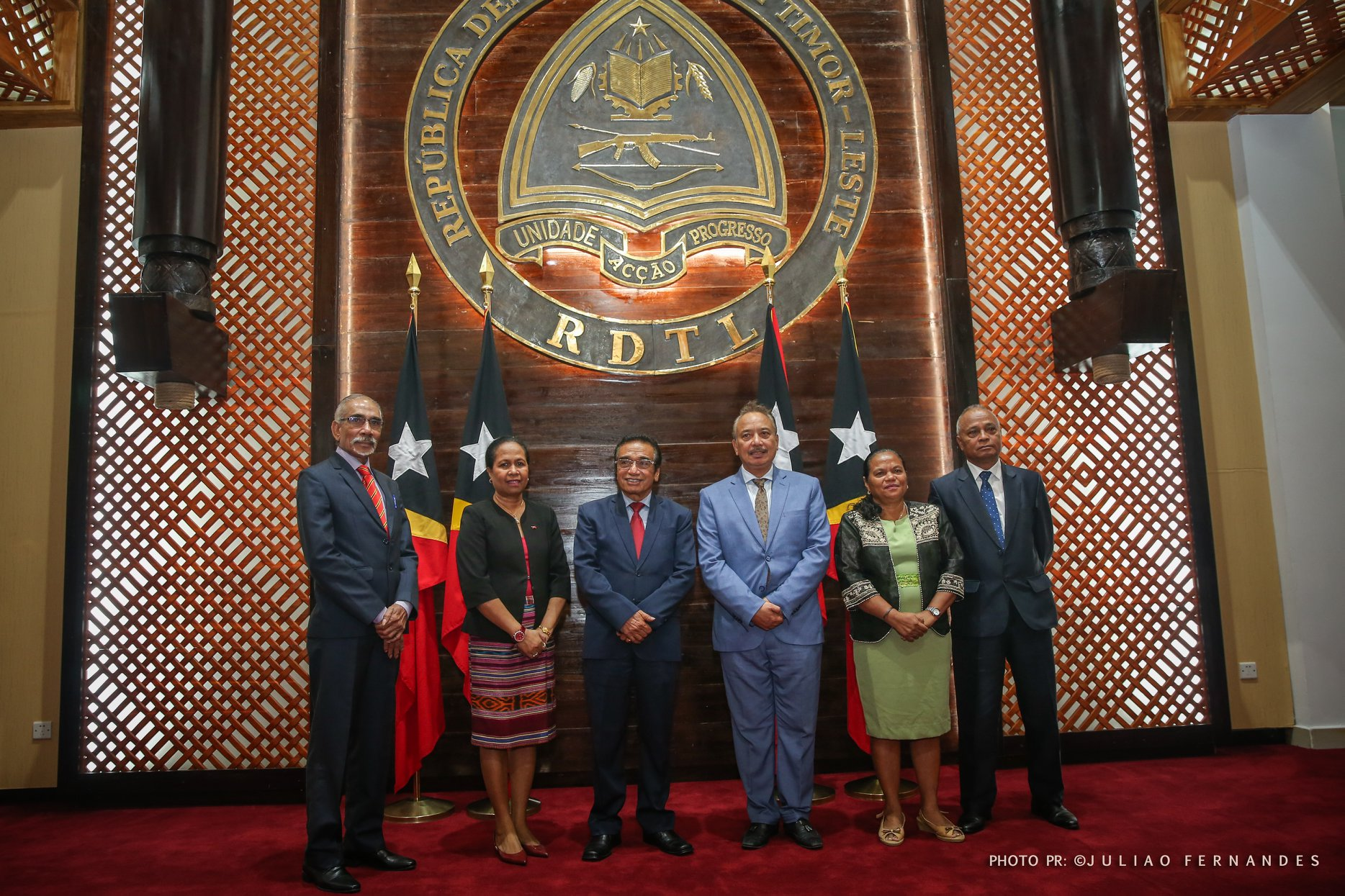
Virgílio Simith (links) mit anderen CNRT-Funktionären bei Staatspräsident Francisco Guterres (2020)

In der Regierung von Xanana Gusmão wurde Simith im August 2007 wieder Staatssekretär für Kultur. Am 8. August 2012 folgte die Ernennung zum Vizeminister für Grundschulen und Sekundärschulen. Mit der Regierungsumbildung vom 16. Februar 2015 schied Simith aus dem Kabinett Osttimors aus.
Simith war zunächst im von Gusmão gegründeten Congresso Nacional da Reconstrução Timorense Parteisprecher. 2017 wurde Simith auf dem Parteikongress zum stellvertretenden Vorsitzenden des CNRT gewählt.
Bei den Parlamentswahlen 2017 kandidierte Simith nicht. Nach der Auflösung des Parlaments 2018 trat er aber bei den Neuwahlen am 12. Mai auf Listenplatz 16 der Aliança para Mudança e Progresso (AMP) an, zu der auch der CNRT gehört, und zog in das Parlament ein. Für die VIII. Regierung wurde Simith für das Amt des Ministers für Angelegenheiten der Kämpfer der nationalen Befreiung nominiert, weswegen er auf seien Sitz im Parlament verzichtete. Präsident Francisco Guterres lehnte ihn aber für den Ministerposten ab. Grund sollen Vorwürfe sein, Simith habe in seinem früheren Amt gefälschte Dokumente herausgegeben.
Bei den Parlamentswahlen 2023 trat Simith nicht mehr an. Im August 2023 wurde Simith zu einem von fünf vom Nationalparlament in den Staatsrat entsandten Bürgern gewählt.

## Auszeichnungen
Simith ist Träger des Ordem Nicolau Lobato.